# 積雪寒冷特別地域における道路交通の確保に関する特別措置法
積雪寒冷特別地域における道路交通の確保に関する特別措置法（せきせつかんれいとくべつちいきにおけるどうろこうつうのかくほにかんするとくべつそちほう、昭和31年4月14日法律第72号）は、積雪寒冷特別地域における道路の交通確保に関する法律で、道路法に対する特別法である。通称雪寒法。

## 概要
1956年（昭和31年）の通常国会において、小坂善太郎ほか6名から「積雪寒冷特別地域における道路交通の確保に関する特別措置法案」が衆議院に提出され、衆参両院での可決を経て成立（議員立法）。昭和31年4月14日法律第72号として公布され、第6条を除き公布と同時に施行された（附則第1項）。この法律では、交通が長期間途絶える積雪寒冷地域の道路交通の確保をはかるため、建設大臣が指定する道路に、除雪、防害および凍雪害防止に関する積雪寒冷特別地域道路交通確保五ヵ年計画を定め、その実施に要する費用の一部を国が補助することを定めた。
1961年（昭和36年）に改正し、積雪寒冷特別地域道路交通確保五ヵ年計画に基づいて実施する除雪、防雪または凍雪害の防止にかかる事業に要する費用に対する国の補助率を、「予算の範囲内において2/3以内」から「2/3」に改め、凍雪害の防止事業に流雪溝を含めた。
1963年（昭和38年）に再改正し、建設大臣が道路交通確保五ヵ年計画に基づいて実施する指定区間内の一級国道についての除雪、防雪または凍雪害の防止に係る事業費用の国の負担率を2/3とした。 

## 沿革
- 1956年（昭和31年）4月14日 - 公布
- 1961年（昭和36年）11月15日 - 第1次改正[5]
- 1963年（昭和38年）7月15日 - 第2次改正[6]